# LPGA of Japan Tour
De LPGA of Japan Golf Tour is een serie golftoernooien die door de Dames PGA van Japan wordt georganiseerd voor haar leden. Sommige toernooien zijn 'Open', dat wil zeggen dat ook leden van buitenlandse PGA's mogen meedoen.
De Japanse Tour kent drie majors: Het Japan LPGA Championship, het Japan Women's Open Golf Championship, beide in 1968 opgericht, en het World Ladies Golf Tournament, opgericht in 1973. Verder worden er ieder jaar ruim dertig gewone toernooien gespeeld.